# 메로네

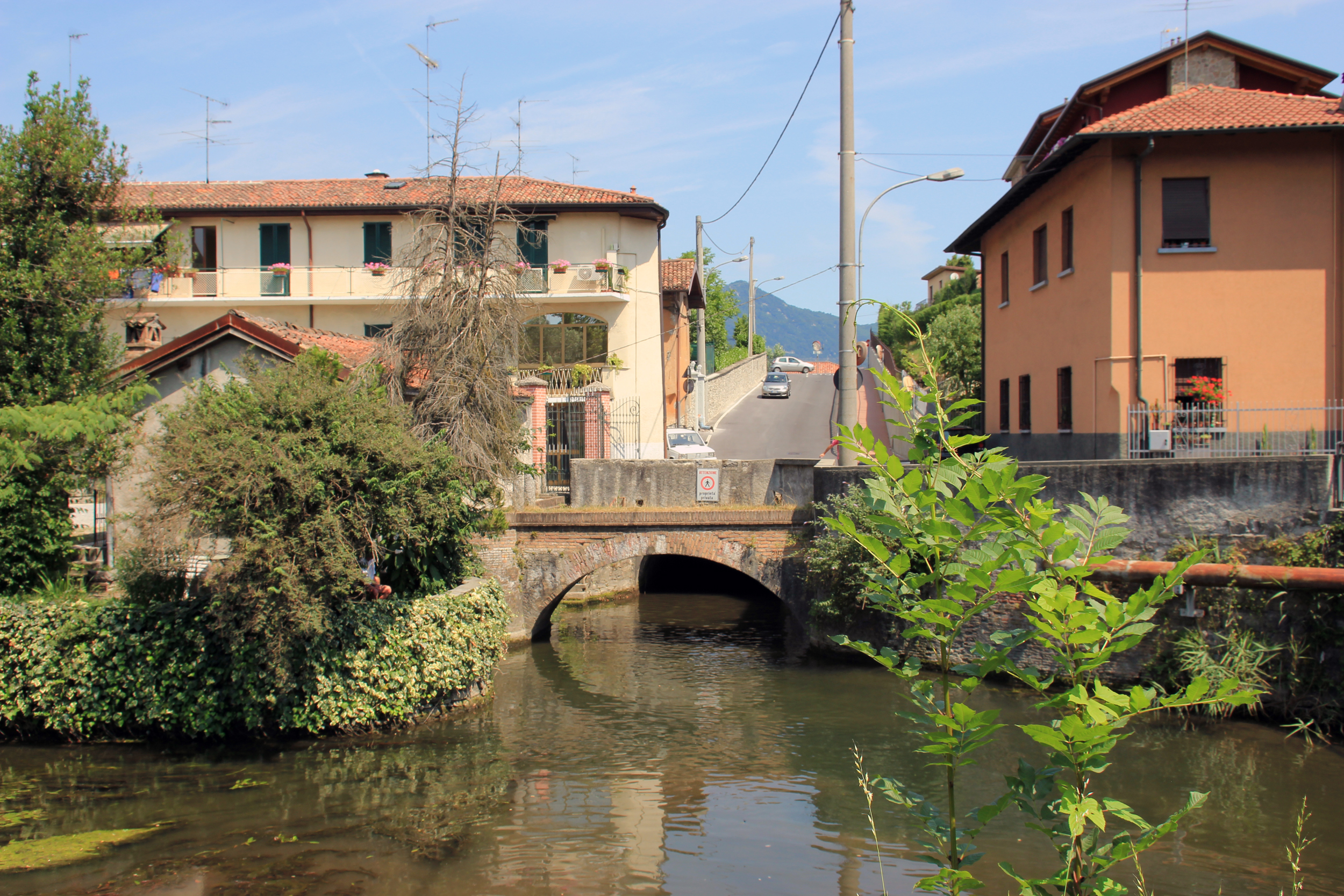

메로네(Merone)는 이탈리아 롬바르디아주 코모도의 코무네이다. 밀라노에서 북쪽으로 약 35킬로미터, 코모에서 남동쪽으로 약 13킬로미터 지점에 위치해 있다.
총 면적은 3.2 제곱 킬로미터이며 인구 수는 2013년 12월 31일 기준으로 4,195명이다.

## 자매 도시
- 프랑스 Noyarey (2004년부터)